# Megradina festiva
Megradina festiva är en insektsart som beskrevs av Sergey Storozhenko 2004. Megradina festiva ingår i släktet Megradina och familjen Pyrgomorphidae. Inga underarter finns listade i Catalogue of Life.